# Stephan Prantl
Stephan Prantl (* 20. Februar 1969 in Köln) ist ein deutscher BMX-Radfahrer. Er wurde mehrfacher Vize-Weltmeister und mehrfacher Deutscher Meister. Er gehört zu den Sportlern "der ersten Stunde", die den BMX-Sport im Deutschland der 1980er und 1990er Jahre bekannt machten.
Prantl ist seit über 20 Jahren verantwortlich für die BMX-Wettbewerbe im Kölner Jugendpark, einer wichtigen Wettkampf-Serie in der Deutschen BMX-Szene und Wettbewerbslandschaft. Etablierte Wettkämpfe, die sich daraus entwickelt haben, sind die BMX-Masters und die BMX-Weltmeisterschaft.

## Werdegang
Noch während seiner Karriere als professioneller BMX-Radfahrer startete Prantl zunächst seinen ersten Einzelhandel, später einen Groß- und Einzelhandel. Er entwickelte eine eigene Fahrrad-Marke, die heute zu den etablierten Marken der Branche gehört.
Nach Abschluss der sportlichen Karriere konzentrierte sich Prantl auf die professionelle Ausführung vom BMX-Wettbewerben. Heute ist Prantl Inhaber einer Sport-Marketing-Agentur und geht seiner privaten Leidenschaft für den BMX-Sport seit 2004 durch die Teilnahme am Veteranencup in Weiterstadt nach.

## Sportliche Karriere
Prantl gewann insgesamt vier Mal Silber bei den BMX-Freestyle-Weltmeisterschaften.

### Erfolge bei Weltmeisterschaften
- 1987: Silber in der Disziplin Vert (Großbritannien)
- 1989: Silber in der Disziplin Master Ramp (Frankreich)
- 1990: Silber in der Disziplin Pro Vert (Deutschland)
- 1994: Silber in der Disziplin Pro Mini Ramp (Deutschland)
- 1994: 5. Platz in der Disziplin Pro Street (Deutschland)
- 1997: 4. Platz in der Disziplin Pro Dirt (Niederlande)